# 石坂まさを
石坂 まさを（いしざか まさを、本名：澤ノ井 龍二、1941年5月18日 - 2013年3月9日）は、日本の作詞家・作曲家。一般社団法人真世界宗教連合会元相談役。

## 人物
東京都新宿区出身。父親の澤ノ井音次郎は、十数人の弟子を持つ看板業を営んでいた。家業が繁盛し裕福になると女遊びに手を出し、正妻の他に8人の妾を持ち、石坂自身も4番目の妾の婚外子であった。しかし子に恵まれなかった音二郎の正妻・千恵の元で女手一つ愛情深く育てられ、石坂もまた千恵への深い思慕で結ばれていた。新宿区立四ツ谷第二中学校を卒業後、肺結核と闘いながら職を転々とする。
19歳の秋、自死を考えるが、鶴田浩二の「街のサンドイッチマン」を聴き、発奮され作詞家を志すようになる。
当時、石本美由起が主催していたかつての作詞同人誌「新歌謡界」に「沢ノ井千江兒」名義でコツコツと作品を投稿。（新歌謡界出身である作詞家・山上路夫とは、後に同期の良きライバルの間柄となり、先輩作詞家からは作風の違いなどから「貴公子の山上」「野生児の沢ノ井」などと揶揄されることも少なくなかった。）
東芝音楽工業専属作詞家としてプロとなると、1963年（昭和38年）、美川鯛二の「野良犬のブルース」で作詞家デビュー。
1968年（昭和43年）秋、作曲家の上条たけし宅にて藤圭子（阿部純子）と出会う。藤の不遇な環境から強烈なシンパシーを感じ、ドスの効いた声と人生の哀愁をにじませた退廃的な歌い方に圧倒され、藤のデビュー一本に賭けることを決意、新宿区東大久保にある自宅に住み込ませ、スパルタ特訓生活を開始する。しかしその道のりは険しく東奔西走の営業活動の中ようやくデビューが決まっていたが、知り合ったRCA/ビクターの若手プロデューサー榎本襄に藤圭子を引き合わせたところ同じく藤の才能に打たれた榎本に「ぜひRCAでやらせて」と強く勧められ、自ら東芝を退職し日本音楽放送・工藤宏との縁で工藤から280万円出資を受け、藤プロダクションを設立。工藤を社長に据え、沢ノ井千江兒名義から石坂まさをに改称し、また石坂本人も役員として登記し、阿部純子の芸名を藤圭子と名付けRCA/日本ビクターより9月「新宿の女」でデビュー。藤に提供した楽曲の多くには自らの生い立ち、人生観が強く投影され藤圭子の独特な声と歌唱と相まって数々の記録的ヒットを樹立する。
粘り強く強情な性格で、話題作りのため藤を銭湯の男湯へ飛び込ませる、違法行為を承知でポスターを町中に貼る、芸能雑誌出版社に押しかけ癲癇を装って口から泡を吹き「記事にしないとここで死ぬ｣などと脅迫するなどなりふり構わぬ営業を厭わなかった。巷では「気狂い龍二」との渾名がついたと言われる。
その後も1976年（昭和51年）に角川博のデビュー曲「涙ぐらし｣、1977年（昭和52年）には小林旭の「北へ」など数々のヒット曲を手掛けた。1985年（昭和60年）には3355曲・カセット全51巻ものご当地ソングを収録した「全国我が町音頭」を発売し話題となる。
私生活では夫人との間に2人の息子を持ち、兄弟共に音楽の道を選んでいる。
1993年（平成5年）には糖尿病による網膜剥離により左目を失明。右目もほぼ視力を失う。失明について、「歌の形式にとらわれず、自然体で書けるようになった」と前向きに話していた。
1995年（平成7年）11月、ポリドールよりシンガーソングライターのポエムメッセンジャーとしてデビュー。秋吉恵美をフィーチャーした「心歌 十二章」のプロデュースなど、人生をテーマとした作詞活動に情熱を注いだ。また90年代からは弦哲也とのコンビで五木ひろしに曲を提供。2003年（平成15年）8月、全国民に対して、音楽を通じて心のケアに関する事業を行い、広く地域社会に寄与することを目的とするNPO法人「心大楽｣を設立。
1999年（平成11年）9月に新宿・西向天神社に「新宿の女」の歌碑を、12月に新宿・花園神社に「圭子の夢は夜ひらく」の歌碑を建立。また同年、横浜・港の見える丘公園の「港が見える丘」歌碑建立に尽力（作詞・作曲：東辰三にお世話になったこと、子息の作詞家：山上路夫と親友の関係）。
2013年（平成25年）3月6日、都内病院に緊急入院。一時回復したため、本人が「11日には退院して仕事がしたい」と話していたが、3月9日容態が急変。23時35分、肺炎のため逝去。晩年は腎臓がんを患い、周囲に「五木ひろしにもう一度、作詞したい」と漏らすなど、最期まで仕事に意欲的であった。71歳没。また、同年の8月22日には藤も他界。この翌日は関係者有志による『石坂まさをを偲ぶ会』が都内の会場で開かれる予定日となっていたが、会は予定通り催された。

## 主な楽曲
- 秋吉恵美「心ヒロシマ」（作詞・作曲）「心友」「心歌」（作詞）
- 鮎川いずみ「冬の花」（作詞）
- 石坂まさを「心たんぽぽ」（作詞）
- 石坂みき「このはなさくや姫」「小さな結婚式」（作詞・作曲）
- 市原悦子「ねねしな灯台」（作詞）
- 五木ひろし「おしどり」「べにばな」「ゆめかぜ」「弾き語り」（作詞）
- 内田あかり「浮世絵の街」（作詞）
- 江本孟紀「恋する御堂筋」（作詞）
- 大石円「恋のしのび雨」（作詞）
- 岡野勝二&張麗華「石坂まさを一人旅して 日本全国わが町音頭」（作詞・作曲）
  - 1985年3月から約7か月間で書かれ、当時の全国市町村を題材に作詞。全編あわせて3355番。1番あたりの演奏時間は25秒（通しで23時間強）。1986年にワーナーパイオニアから発売。カセットテープで全51巻。ばら売りも行われた[6]。
- 小川順子「夜の訪問者」（作詞）
- 春日八郎「天下泰平/友よ」「どっこい生きてるぜ/幸子」（作詞）
- 克美しげる「雪山に消えたあいつ」（作詞【沢ノ井千江児名義】）
- 桂京子「お待たせしました」（作詞）
- 桂三枝「四季の恋人」（作詞）
- 加藤登紀子「漂泊の海へ」（作詞）
- 角川博「涙ぐらし」（作詞・作曲）「許してください」（作詞）
- 川中美幸「あなたに命がけ」（作詞）
- 木村悠希「心宿」（作詞・作曲）
- 城健二「おんな町哀歌（エレジー）」（作詞）
- 弦哲也「夕焼けは俺の故郷」（作詞）
- 郷ひろみ「花のように鳥のように」（作詞）
- 小林旭「北へ」「ギター抱えたひとり旅」（作詞）
- ザ・アキラ「ザ・アキラブルース」（作詞）
- 西城秀樹「漂流者たち」（作詞・作曲）
- 酒井法子「おとぎの国のBirthday」（作詞）
- 桜たまこ「東京娘」「おじさんルンバ」（作詞）
- 志村美絵「あなたのためなら / 愛のブルース」（作曲）
- 枝園清一「心家なき子」（作詞）
- ジュディ・オング「愛は命」（作詞）
- 平辰「心寿」（作詞）
- ちくらひろし「南国旅情」（作詞）
- 千葉マリア「忘れじ京都」（作詞）
- 鶴岡雅義と東京ロマンチカ「函館の灯よいつまでも」（作詞）「愛は砂漠（作詞）「明日からあなたは」（作詞・作曲)　「倖せそうな女」(作詞・作曲)
- ディック・ミネ＆淡谷のり子「モダンエイジ」（作詞）
- 敏いとうとハッピー&ブルー「倖わせそうな女」（作詞）
- 中村美律子「笑売」（作詞）
- 中森明菜「CARIBBEAN」（作詞【大西美帆名義】）
- 中山和美「心宿」（作詞）
- 名雪裕子「心母」（作詞）
- 西川峰子「十九の夢」（作詞）
- パンプキン「そよ風の騎士」「恋はおまかせ」（作詞）
- 藤圭子「新宿の女」「命預けます」「女は恋に生きてゆく」「命火」他（作詞・作曲）「圭子の夢は夜ひらく」「女のブルース」「みちのく小唄」「さいはての女」「恋仁義」「知らない町で」「花は流れて」「悲しみの町」「遍歴」「哀愁酒場」他（作詞）
- 藤田まこと「心ぐらし」「人生風車」（作詞）
- ペドロ&カプリシャス「通りすぎた季節」（作詞）
- 細川たかし「北の旅愁」（作詞）
- 堀内孝雄「のどか」（作詞）
- 内山田洋とクール・ファイブ「雨のしのび逢い」（作詞）
- 増位山太志郎「いたわりあい」（作詞）
- 松原曾平「大阪恵比寿」（作詞）
- 三笠優子「浪花の夢」（作詞）
- 美空ひばり「さすらい東京」（作詞）
- 南沙織「哀しみの家」「シャワーの中で」「夢をかえして」（作詞のみ）
  - 3曲とも、作曲は五大洋光（ロック歌手・矢沢永吉のペンネーム）。『人恋しくて』（1975.12.5）収録。
- MOJO「若き旅人」「俺は釣りキチ三平だ」（作詞）
- 望月浩「君にしびれて」（作詞）
- 八木成一「やきとりブルース」（作詞）
- 柳澤順子「あなたに片想い」「我が町に愛を」（作詞・作曲）
- 山川ユキ「新宿ダダ」（作詞・作曲）
- 矢野裕子「夕枯れの街から」（作詞）
- 橋本実加子「ツイン・ホリデー」（作詞）
- 渡部やえ「ハイよろこんで七福神」（作詞・作曲）

## 書籍
- 『きずな』文藝春秋
- 『小さな魔法の動物詩集』（絵 :桂三枝）サンリオ
- 『心の龍馬』心大学出版
- 『時代を駆け抜けた風たち』心大学出版
- 『心の七福神大宇宙を翔ぶ』メタ・ブレーン